# نايف فايز
نايف فايز (7 يوليو 1984 -)، ممثل سعودي.

## عن حياته
حاصل بكالوريوس طب وجراحة من كلية الطب بجامعة الملك سعود، كانت بدايته كممثل في مشاركة في فيلم سينمائي قصير فاز بجائزة أفضل فلم لفئة الطلبة في «مهرجان الإمارات السينمائي»، ثم بعض الأدوار الصغيرة بالعديد من المسلسلات والأعمال المسرحية المحلية، لكن بدايته الفعلية ونجاحه بدور البطولة في مسلسل 37 درجة بموسمين.

## أعماله

### في المسرح
- فوق الأرض.
- عيني عينك.
- ما لها حل.
- كوفي شوب.

### المسلسلات
- طاش ما طاش الأصلي.
- 37 درجة مئوية - جزئين.
- بني جان.
- مسلسل أبو رايش.
- مسلسل حدث في مثل هذا اليوم

## الجوائز والتكريم
- جائزة أفضل فلم لفئة الطلبة في مهرجان الإمارات السينمائي.
- الممثل المميز في مهرجان الجنادرية «بدورته الرابعة والعشرين» عام 2009.

## وصلات خارجية
- نايف فايز على موقع قاعدة بيانات الأفلام العربية